# Рыдзына (гмина)
Рыдзына (пол. Rydzyna) — гмина (волость) в Польше, входит как административная единица в Лешненский повет, Великопольское воеводство. Население — 7906 человек (на 2004 год).

## Сельские округа
1. Аугустово
2. Домбче
3. Яблонна
4. Юношин
5. Качково
6. Клода
7. Лясотки
8. Марушево
9. Морачево
10. Новавесь
11. Новы-Свят
12. Помыково
13. Пшибина
14. Робчиско
15. Ройенчин
16. Тарнова-Лонка
17. Твожанице
18. Твожанки

## Соседние гмины
1. Гмина Бояново
2. Гмина Гура
3. Гмина Кшеменево
4. Лешно
5. Гмина Осечна
6. Гмина Понец
7. Гмина Свенцехова